# Coutures (Moselle)
Coutures ist ein Stadtteil der Stadt Château-Salins im Département Moselle in der französischen Region Grand Est (bis 2015 Lothringen), der 1975 durch Eingemeindung des Dorfs Coutures entstandes ist.

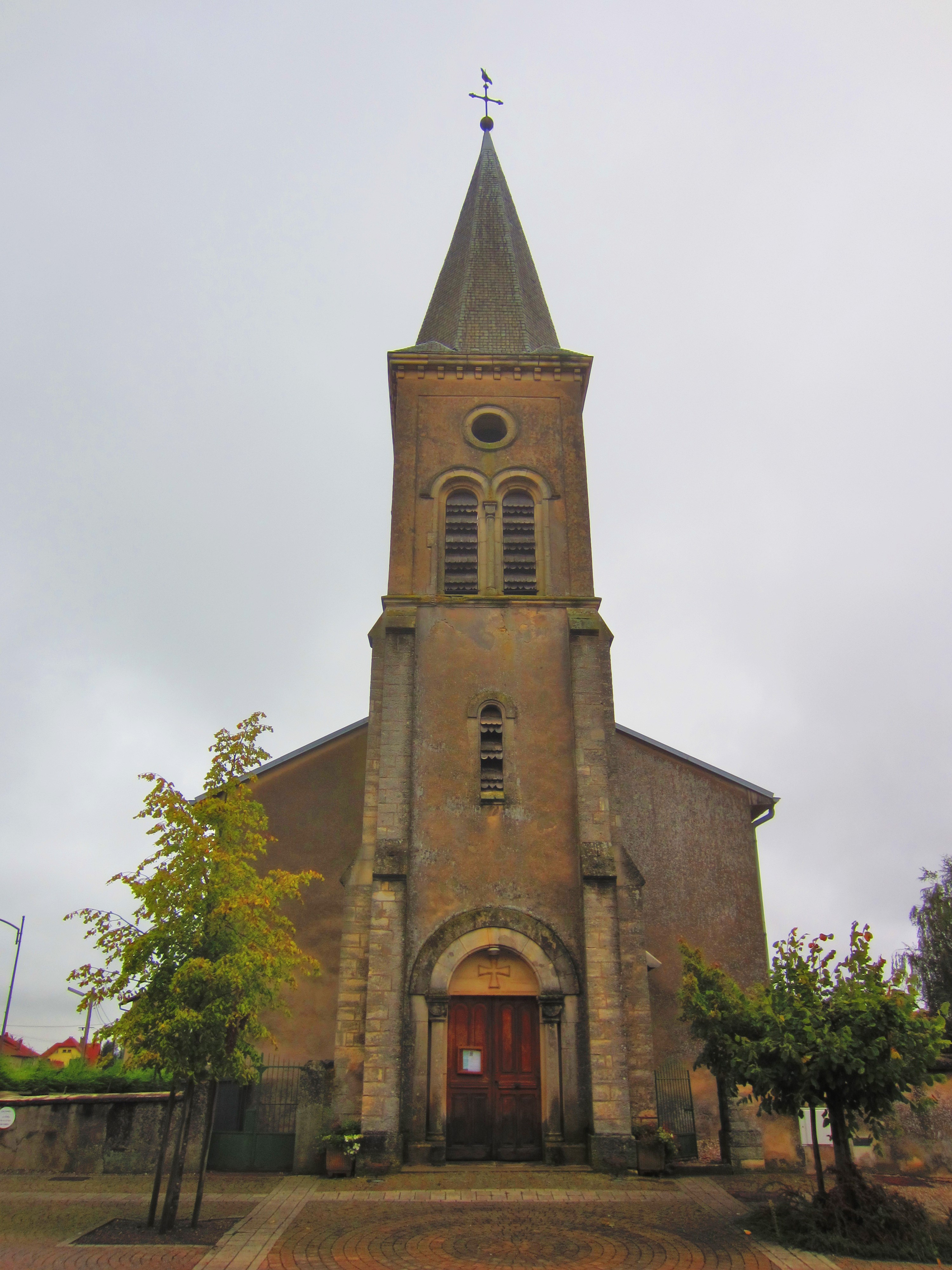
Kirche St. Aubin

## Geographie
Der Stadtteil Coutures der Stadt Château-Salins in Lothringen liegt auf einer Anhöhe zwei Kilometer westlich des Stadtzentrums. Die Entfernung nach Metz im Nordwesten beträgt 46 Kilometer.

## Geschichte
Auf der Gemarkung der Ortschaft sind Gräber aus gallorömischer Zeit gefunden worden. In alten Urkunden kommt der Ort vor als Milo de Culturis (1174), Milo de Cotures (12. Jh.), Coltires (1252), Coture (1346), Colterssen (1397), Kolter (1421), Colturss (1436), Colters (1469) und Coustures (1550).
Im Jahr 1573 wurde das Dorf von der Abtei Mettlach, am rechten Ufer der Saar gelegen, an die Abtei Glandern veräußert, die es schon 1587 an Lothringen weiterverkaufte. Gegen Ende des Dreißigjährigen Kriegs wurde es 1647 verheert, so dass es lange mit Amelécourt vereinigt werden musste. 1582 und 1682 wurden hier zwei Frauen als Hexen verbrannt.
Durch den Frankfurter Frieden vom 10. Mai 1871 kam die Region an das deutsche Reichsland Elsaß-Lothringen, und das Dorf wurde dem Kreis Château-Salins im Bezirk Lothringen zugeordnet. Die Dorfbewohner betrieben Getreide-, Gemüse- und Weinbau; am Ort gab es einen Sandsteinbruch.
Nach dem Ersten Weltkrieg musste die Region aufgrund der Bestimmungen des Versailler Vertrags 1919 an Frankreich abgetreten werden. Im Zweiten Weltkrieg war die Region von der deutschen Wehrmacht besetzt.
Im Jahr 1975 wurde das Dorf Countures in die Stadt Château-Salins eingemeindet.

### Demographie
| Jahr | Einwohner | Anmerkungen |
| ---- | --------- | --- |
| 1793 | 156       | [ 3 ] |
| 1821 | 263       | [ 3 ] |
| 1841 | 260       | [ 3 ] |
| 1861 | 262       | [ 4 ] [ 3 ] |
| 1871 | 235       | auf einer Fläche von 430 ha, in 62 Häusern mit 59 Familien;                                                         |
| 1880 | 226       | am 1. Dezember, auf einer Fläche 577 ha, in 57 bewohnten Häusern, davon 225 Katholiken und eine evangelische Person |
| 1885 | 230       | [ 7 ] |
| 1890 | 198       | in 54 bewohnten Häusern mit 57 Haushaltungen, sämtlich Katholiken                                                   |
| 1895 | 219       | [ 3 ] |
| 1900 | 207       | [ 3 ] |
| 1910 | 192       | am 1. Dezember |
| 1921 | 150       | [ 3 ] |
| 1931 | 139       | [ 3 ] |
| 1946 | 089       | [ 3 ] |
| 1954 | 136       | [ 3 ] |
| 1968 | 146       | [ 3 ] |